# Camden Sound
Camden Sound är en vik i Australien. Den ligger i delstaten Western Australia, omkring 2 000 kilometer nordost om delstatshuvudstaden Perth.
Savannklimat råder i trakten. Genomsnittlig årsnederbörd är 1 890 millimeter. Den regnigaste månaden är februari, med i genomsnitt 596 mm nederbörd, och den torraste är augusti, med 1 mm nederbörd.